# Chauvac-Laux-Montaux
Chauvac-Laux-Montaux település Franciaországban, Drôme megyében. Lakosainak száma 43 fő (2022. január 1.). Chauvac-Laux-Montaux Saint-André-de-Rosans, Sorbiers, Laborel, Montauban-sur-l’Ouvèze, Roussieux és Villebois-les-Pins községekkel határos.

## Népesség
A település népességének változása:
| Lakosok száma | 45   | 44   | 43   | 42   | 41   | 42   | 42   | 43   | 43   |
|               | 2013 | 2015 | 2016 | 2017 | 2018 | 2019 | 2020 | 2021 | 2022 |